# Paul Coltelloni
Pour les articles homonymes, voir Coltelloni.
Paul Coltelloni, né le 15 octobre 1917 à Levallois-Perret et mort à Paris le 10 juillet 1999, était un ancien pilote de rallye français, exerçant son activité professionnelle dans le commerce du secteur de la chaussure.

## Palmarès
Champion d'Europe des rallyes en 1959, sur Citroën ID 19 et Alfa Romeo Giulietta TI (son dauphin étant Bernard Consten, sur le même type de véhicule):
6 victoires (dont 4 de classe ou de groupe):
- Rallye Monte-Carlo (ID19, avec Claude Desroziers et Pierre Alexandre dit Alec (et 1er du Gr.1); & participation aussi en 1956 (sur Citroën DS cette fois))
- Rallye Adriatique (Yougoslavie) (avec Georges Houel) (ID 19 (et 1er du Gr.1))
- Rallye de l'Acropole en classe tourisme 1600-2000 (Grèce, avec Claude Desroziers)
- Marathon Liège-Rome-Liège en classe tourisme 1600-2000, avec Claude Desroziers
- Rallye Deutschland en classe tourisme 1600-2000 (Allemagne, avec Georges Houel, 6es au général)
- Coupe des Alpes en Gr.1 (France, avec Claude Desroziers)

Le véhicule ID 19 conduit à Monaco, propriété de l'épouse de Coltelloni, fut détruit dans un accident de la route, au retour d’une exposition aux 24 Heures du Mans en 1966.

### Autres participations
- 2e du rallye Liège-Sofia-Liège 1962 en ERC avec Henri "Ido" Marang sur DS 19 (4e Guy Verrier/Badoche et 7e Claudine Bouchet/Kissel, aussi sur DS 19)[3]
- 3e du Rallye d'Estoril ACP 1959 (avec Henri Oreiller) en ERC
  - Rallye de Genève 1960 (11e) en ERC
  - London-Sydney Marathon 1968
  - Rallye Monte Carlo 1965
  - Rallye de La Chartreuse (Chambéry - Grenoble) 1956
  - Course de Côtes de La Chartreuse 1956
  - Rallye des Routes du Nord 1956
  - etc.[4]